# Charity Shield 1983
La Charity Shield 1983 fue la sexagésima primera edición de la Community Shield, un partido anual organizado por la FA que enfrenta al campeón de la First Division y al ganador de la FA Cup. El encuentro se disputó el 20 de agosto de 1983 en el Wembley Stadium de Londres entre el Liverpool, campeón de la liga inglesa, y el Manchester United, campeón de la FA Cup. 

## Antecedentes
El Liverpool se clasificó al encuentro tras consagrarse campeón de la First Division 1982-83, superando en la clasificación final al Watford por once puntos, logrando así clasificar a la competición por decimosegunda vez en su historia.
El Manchester United obtuvo su lugar al ganar la FA Cup 1982-83 contra el Brighton & Hove Albion Football Club. Sería su onceava participación en Charity Shield en toda su historia.

## Participantes
| Liverpool         | Campeón de la First Division 1982-83 |
| Manchester United | Campeón de la FA Cup 1982-83         |

## El partido
El partido fue ganado por el Manchester United por 2-0, con ambos goles anotados por Bryan Robson, uno en la primera mitad y otro en la segunda, significando así el noveno título del club en la competición. 

#### Ficha del encuentro
| 20 de agosto de 1983, 15:00 BST | Manchester United | 2:0     | Liverpool | Wembley Stadium, Londres,                                 |                                                           |
|                                 | - Robson 23', 62' | Reporte |           | Asistencia: 92 000 espectadores Árbitro(s): Alan Robinson | Asistencia: 92 000 espectadores Árbitro(s): Alan Robinson |

Campeón

Manchester United
9.º título